# Francisco Joaquim Gomes Ribeiro
 Francisco Joaquim Gomes Ribeiro   (* um 1855 in Portugal; † um 1900 in Rio de Janeiro, RJ, Brasilien) war ein brasilianischer Maler, Designer und Kunstpädagoge portugiesischer Abstammung.

## Leben
Ribeiro studierte zwischen 1882 und 1884 an der Kaiserlichen Akademie der schönen Künste AIBA bei dem deutschen Professor für Landschaftsmalerei Johann Georg Grimm. Er verließ mit ihm die AIBA, um bis 1885 als Mitglied der freien Künstlergruppe Grimm in Niterói (RJ) die Studien der Plein Air-Malerei fortzusetzen. 1890 reiste er nach Angra dos Reis (RJ) und schuf dort verschiedene Werke.
Parallel zu seinem weiteren künstlerischen Schaffen war er zwischen 1892 und 1896 als Professor für figurales Zeichnen an der Akademie für Kunst und Kunsthandwerk (Liceu de Artes e Ofícios) von Rio de Janeiro tätig und widmete sich ab 1893 bevorzugt der Gestaltung von technischen Gegenständen und Einrichtungen.